# Föreningen för kvinnans politiska rösträtt i Växjö

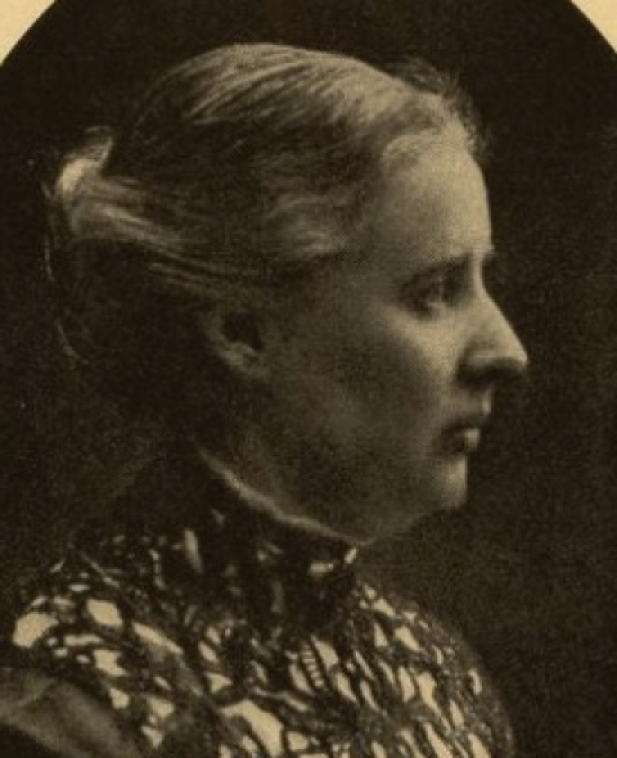
Gulli Petrini.

Föreningen för kvinnans politiska rösträtt i Växjö, även kallad Växjöföreningen för kvinnans politiska rösträtt, var Växjös lokalförening inom Landsföreningen för kvinnans politiska rösträtt (LKPR). Föreningen bildades 23 mars 1903 och var verksam lokalt i Växjö för införandet av kvinnors rösträtt i Sverige.
Bland aktiviteterna fanns föredrag, samkväm, insamling av medel och förhandlingar om samarbete med andra organisationer. 
År 1908 rapporterades: 
"Stadens riksdagsmannakandidater ha interpellerats med avseende å deras ställning till kvinnans rösträttsfråga å offentligt möte. Landsför-eningens nykterhetsupprop ha utsänts. Vandringsbibliotek ankom hit strax före jul".

## Ordförande
- Anna Bergenstråhle-Hildinger, 1903–1904
- Gulli Petrini, 1904–1914
- Anna Hjelmqvist, 1914–1916
- Anna Svanbeck, 1916–1917
- Inez Malm, 1917–1921